# Carl Dymling
Carl Johan Dymling, född 11 december 1880 i Göteborg, död 29 oktober 1950 i Halmstad, var en svensk präst, lärare och författare. Han var farbror till Carl Anders Dymling.
Carl Dymling var son till grosshandlaren Sven Johan Dymling. Efter mogenhetsexamen i Göteborg blev han student vid Lunds universitet, 1910 teologie kandidat och 1917 teologie licentiat där. Dymling prästvigdes sistnämnda år i Uppsala. Han var 1911–1915 extra ordinarie läroverksadjunkt i Sundsvall, 1915–1917 extra ordinarie lektor i Skövde, 1915–1921 komministeradjunkt i Kungsholms församling, 1921–1925 tillförordnad komminister i Bromma församling, 1925–1926 vice komminister i Högalids församling och 1926-1927 i Sankt Görans församling. Dymling var extra lärare i Östersund 1929–1932 och blev lektor i kristendomskunskap vid Halmstads högre allmänna läroverk 1931. Han utgav ett flertal arbeten i psykologiska och religionsvetenskapliga ämnen som Kyrkan och teologien (1908), Själens krafter (1916), Martin Luther (1917), Carlyle (1918), Mystiker (1920), Kvinnors själsliv (1923), Mysteriet människan (1929), Den levande själen (1933), Kampen om människovärdet (1939) och Människan och hennes öde (1940). Dymling var även verksam som populärvetenskaplig föreläsare.